# Liste der Kulturdenkmäler in Betzenrod (Eiterfeld)
Die folgende Liste enthält die in der Denkmaltopographie ausgewiesenen Kulturdenkmäler auf dem Gebiet des Ortsteils Betzenrod der Gemeinde Eiterfeld, Landkreis Fulda, Hessen.
Hinweis: Die Reihenfolge der Denkmäler in dieser Liste orientiert sich an der Anschrift, alternativ ist sie auch nach der Bezeichnung, der vom Landesamt für Denkmalpflege vergebenen Nummer oder der Bauzeit sortierbar.
Kulturdenkmäler werden fortlaufend im Denkmalverzeichnis des Landes Hessen durch das Landesamt für Denkmalpflege Hessen auf Basis des Hessischen Denkmalschutzgesetzes (HDSchG) geführt. Die Schutzwürdigkeit eines Kulturdenkmals hängt nicht von der Eintragung in das Denkmalverzeichnis des Landes Hessen oder der Veröffentlichung in der Denkmaltopographie ab.

Das Vorhandensein oder Fehlen eines Objekts in dieser Liste ist keine rechtsverbindliche Auskunft darüber, ob es Kulturdenkmal ist oder nicht: Diese Liste entspricht möglicherweise nicht dem aktuellen Stand der offiziellen Denkmaltopographie. Diese ist für Hessen in den entsprechenden Bänden der Denkmaltopographie Bundesrepublik Deutschland und im Internet unter DenkXweb – Kulturdenkmäler in Hessen einsehbar. Auch diese Quellen sind, obwohl sie durch das Landesamt für Denkmalpflege Hessen aktualisiert werden, nicht immer aktuell, da es im Denkmalbestand immer wieder Änderungen gibt.
Eine verbindliche Auskunft erteilt allein das Landesamt für Denkmalpflege Hessen.
Nutze diese Kartenansicht, um Koordinaten in der Liste zu setzen. In dieser Kartenansicht sind Kulturdenkmale ohne Koordinaten mit einem roten bzw. orangen Marker dargestellt und können in der Karte gesetzt werden. Kulturdenkmale ohne Bild sind mit einem blauen bzw. roten Marker gekennzeichnet, Kulturdenkmale mit Bild mit einem grünen bzw. orangen Marker.
| Bild            | Bezeichnung        | Lage                                             | Beschreibung                                                | Bauzeit                  | Objekt-Nr. |
| --------------- | ------------------ | ------------------------------------------------ | ----------------------------------------------------------- | ------------------------ | ---------- |
| weitere Bilder  | Fluraltar          | Am Herrnberg LageFlur: 3, Flurstück: 50          | Fluraltar                                                   | 19. Jahrhundert vermutet | 37369 DDB  |
| Bild gesucht BW | Wegekreuz          | Roßbacher Straße LageFlur: 1, Flurstück: 1/3     |                                                             | 1874 bezeichnet          | 37364 DDB  |
| Bild gesucht BW | Heiliger Josef     | Roßbacher Straße 4 LageFlur: 1, Flurstück: 47/3  | Vollplastik des hl. Josef.                                  | Um 1900                  | 37365 DDB  |
| Bild gesucht BW | Fachwerkhaus       | Roßbacher Straße 7 Lage                          |                                                             | Um 1800                  | 37367 DDB  |
| Bild gesucht BW | Katholische Kirche | Roßbacher Straße 11 LageFlur: 1, Flurstück: 15/2 | Schlichter massiver Rechteckbau mit eingezogenem Altarraum. | 1948                     | 37366 DDB  |
| Bild gesucht BW | Bildstock          | Roßbacher Straße 31 LageFlur: 3, Flurstück: 21/2 |                                                             | 1827 bezeichnet          | 37368 DDB  |